# 프랑크 왕국
프랑크 왕국(라틴어: Regnum Francorum 레그눔 프란코눔[*], 프랑스어: Royaumes francs 로야위메 프란크스[*], 이탈리아어: Regno franco 레그노 프란코[*], 독일어: Fränkisches Reich 프란키셰스 라이흐[*], 영어: Francia kingdom)은 서기 5세기 말 서게르만족의 한 부족인 프랑크족이 서유럽 지역에 세운 왕국이다. 이 왕국은 현재의 프랑스, 이탈리아, 독일을 형성한 것으로 일반적으로 평가되고 있다. 프랑크 왕국은 동로마 제국의 유스티니아누스 1세가 이탈리아의 동고트족과 아프리카의 반달족을 격멸하고, 아랍인이 이베리아반도의 서고트 왕국을 제거한 와중에서 거의 유일하게 존속·확장한 게르만족의 정치체제였다.
이 왕국의 영토는 제2차 세계대전 후의 유럽 경제공동체 지역(프랑스, 독일, 이탈리아, 그리고 베네룩스 3국)과 대체로 일치한다. 따라서 1950년대에 여기에 속하는 나라들은 카롤루스 대제의 기독교화된 서유럽을 모범으로서 거론했으며 카롤루스 대제 시대 프랑크 왕국의 수도였던 아헨에서 카롤루스 대제상(償)을 제정했다.

## 건국 배경

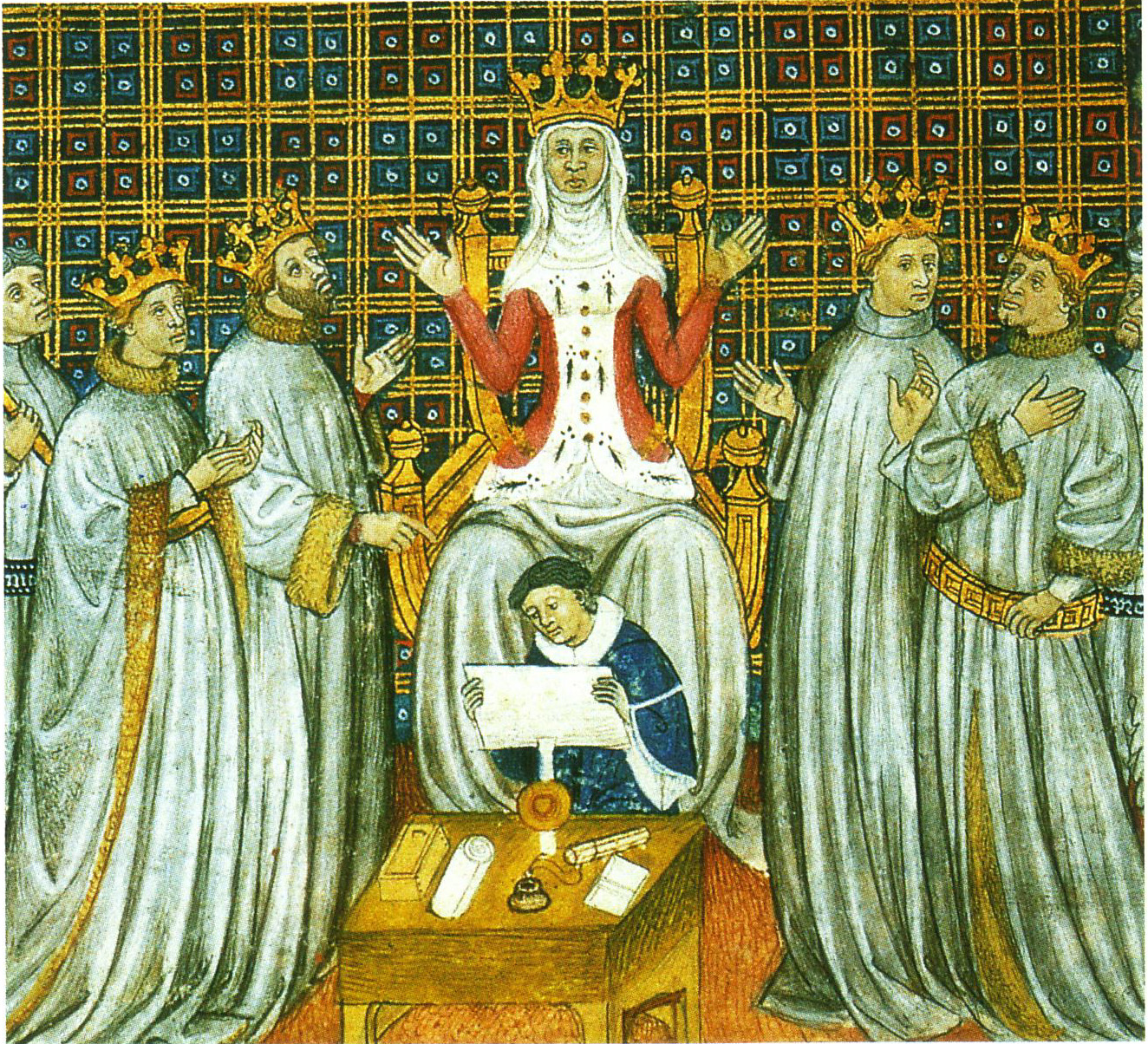
부르군트족의 왕녀 클로틸드와 함께 클로비스 1세의 네 아들 사이에서 프랑크 왕국을 분할하는 모습.

프랑크 왕국이 수립된 5세기 말은 서로마 제국이 476년에 용병대장 오도아케르에 의해 멸망하고, 걸림돌이 사라진 서유럽으로 게르만족이 대거 이동하면서 국가를 수립하던 혼란의 시기였다. 게르만족이 갈리아 지역으로 이동하기 시작한 것은 이미 오래전부터의 일이었지만, 이 시기에는 부족 단위로 대규모로 이동하였다. 이 시기 게르만족의 대이동은 동쪽으로부터 훈족이 압박해온 것이 이유였지만, 로마 제국이 더 이상 이들을 막을 수 없는 상태였기 때문에 가능했다.
게르만족들은 이동 후에 자신들의 국가를 세웠다. 그러나 이들 중에서 서고트족, 동고트족, 반달족 등은 멸망하였고, 부르군트족의 부르군트 왕국은 백년 전쟁 후에 프랑스로 통합되었다. 게르만족의 흔적을 남긴 것은 프랑크족의 프랑크 왕국과 앵글로색슨족의 칠왕국 정도이다.
한편, 게르만족의 대이동을 일으킨 훈족은 5세기 중엽에 가장 세력을 떨쳐 아틸라의 지휘 아래 서쪽은 라인강에서 동쪽은 카스피해에 이르는 대제국을 이루었지만, 453년 아틸라가 죽은 후 왕자들의 분열과 게르만 여러 부족의 반란으로 훈 제국은 무너지고, 다른 민족에 동화됨으로써 전통이 사라져 버렸다.
반면에 프랑크족은 기존의 근거지였던 라인강 하류 지역을 계속 유지하면서 부족의 세력권을 근접한 지역에 자신들을 이동이 아니라 복사한 것은 자신들의 정체성을 유지하면서 기존 게르만계 중소부족을 통합하고, 갈리아의 원주민인 로만-갈리아인들을 통치하는 데 도움을 주었을 것으로 추정되고 있다.
훈족의 쇠퇴 이후, 프랑크족은 클로비스 1세가 메로베우스 왕조를 개창하면서 481년에 왕국을 수립하게 된다.

## 역사

### 성립
프랑크족은 라인강 하류 유역에서 차츰 용병과 그 밖의 형태로 로마 제국 영내에 침입하여, 5세기에 들어서자 몇 개의 프랑크족 소왕국이 건설되었다. 5세기 말에 프랑크 왕국이 성립되어서 메로베우스 왕조가 군림했다.특히 창시자 클로비스왕은 훈족의 격퇴에 공을 세워 라인강에서 피레네에 이르는 대영토를 수중에 넣었다. 더욱이 동게르만 제족(諸族)과는 달리, 클로비스가 가톨릭으로 개종한 것은 프랑크 왕국 발전의 열쇠가 되는 사건이기도 했었다. 한편 클로비스는 로마 황제의 관리로서의 지위를 벗어나지 못했으며, 왕국도 분할 상속제나 왕위의 공동세습제 등에 의해서 분열과 내란에 시달렸다. 그러나 후의 카톨링거 왕조의 동향에 비추어서 생각할 때, 프랑크 왕국의 성립은 서유럽 세계의 형성과 그리스 교회에 대한 로마 교황의 지위 확립, 그리고 봉건제의 성립 등과 밀접하게 관련되는 중요한 사건이었다고 할 수 있겠다.

#### 프랑크족
민족 이동기(期) 게르만의 한 부족이다. 크게 살리족·리부아리족·상(上)프랑크족의 3부족으로 나뉘었고 각각 군소부족을 포함하고 있었다. 각 부족은 많은 파구스로 갈라졌고, 파구스는 각각 수장(首長)을 가지고 있었다. 용병이나 콜로누스로서 로마 영내에 정착한 사리족의 한 수장 가문에서, 훗날 왕국의 성립을 가져온 메로비스가 탄생했다.

#### 메로베우스 왕조
프랑크 왕국 최초의 왕가(448∼457). 그 이름은 5세기 중엽 살리족(族) 프랑크를 지배한 메로비스에서 유래한다. 메로비스의 손자 클로비스에 의하여 기초가 확립되고, 그 아들 클로타르 1세(511∼561) 때에 거의 갈리아 전체에 걸쳐서 번영했다. 시리아인(人), 유대인 등 오리엔트 상인의 내왕이 많아, 고대적 상업으로부터의 관세(關稅) 수입에 의존하는 로마양식의 관료제 국가로 발전하였다. 그러나 게르만 고유의 재산 균분(均分) 상속의 원칙 때문에 왕국은 항상 분열의 위기에 놓여, 그 후 지중해 상업이 쇠퇴하는 한편 각 분국왕(分國王)들이 서로 싸우자, 대토지 소유에 바탕을 둔 귀족세력이 대두하여, 클로타르 2세, 다고베르트 1세의 노력에도 불구하고, 정치상의 실권은 이들 귀족 중 제일 세력이 강한 분국의 궁재(宮宰)의 손으로 넘어갔다. 분국 아우스트라시아에 이어서 프랑크 왕국 전체의 궁재가 된 카롤링거가(家)의 쿠데타로 751년 단절되었다.

#### 클로비스 1세
클로비스 1세(465? 511, 재위 481∼511)는 메로베우스 왕조의 프랑크 왕. 힐데리히 1세의 아들. 투르네 출생. 아버지의 뒤를 이어 16세에 즉위했다. 스와송에서 시아그리우스(486경)의 나라를 정복하고 솜(Somme) 강에서 루아르강에 이르는 지역을 정복, 뒤에 알라만(Allamanni)인 서고트 족을 라인강변에서 격파하고, 마인강에서 알프스에 이르는 지역을 획득, 프랑크족의 통일을 완성했다. 아내의 감화로 기독교에 개종, 교황의 지지를 얻음과 동시에 로마문화를 수입했다. 서고트 족을 부예에서 격파(507), 루아르강에서 가론강까지의 서고트 왕국을 획득했다. 수도를 수아송에서 파리로 옮기고, 성(聖) 아포스톨 성당을 건립, 동로마 황제로부터 명예 콘술(Consul)의 칭호를 받았다. 클로비스는 살리족의 관습법을 살리카 법전으로 성문화하였고, 특히 성직자를 등용하여 적극적으로 로마의 행정조직을 도입함으로써 국가통치의 기초를 견고하게 하는 데에도 진력하여, 장차 프랑크 왕국이 발전할 터전을 굳건히 다졌다. 파리에서 사망하였고. 그가 죽은 후 왕국은 게르만의 관습에 따라 네 아들에 의해 분할되었다.

#### 살리카 법전
살리족(族) 프랑크의 부족법전(部族法典). 게르만 민족의 대이동을 거쳐 고전문화의 세례(洗禮)를 받은 결과 편찬(編纂)된 라틴어의 이른바 만인법(蠻人法)·부족법(部族法) 중의 하나. 다른 게르만의 부족 법전에 비해 게르만 고래의 전통이 가장 강하다. 5, 6세기에 성립(클로비스가 죽은 511년 이전)된 것으로, 살리족이 프랑크 왕국의 중심 세력이 되었기 때문에 리부아리아 법전이나 프랑크 제국법(帝國法)에 적지 않은 영향을 주었을 뿐만 아니라, 이를 통하여 후대의 유럽 제법(諸法)에도 강한 영향을 미쳤다.

#### 메로베우스 왕조의 분왕국
프랑크족 고래의 분할 상속의 원리 및 왕위 공동 세습제의 원리가 메로빙거 왕조의 클로비스왕 후부터 이 왕국의 분열과 내분에 의한 국내 혼란과 쇠퇴의 원인이 되었다. 대토지 소유자(귀족)의 권력이 강화되고, 왕국 내에는 메츠, 오를레앙, 파리, 수아송의 4수도가 생기고, 7세기 초의 클로타르 2세 후에는 부르군트, 아우스트라시아, 네우스트리아의 3지역으로 실질상 나뉘었다.

### 메로베우스 왕조
프랑크 왕국의 첫 번째 왕조인 메로베우스 왕조는 481년에 시작되었다. 훈족이 쇠퇴하고 기존에 강력한 경쟁자들이 스스로 멀리 머나먼 땅으로 이동한 공백기를 이용하여 수립한 것이다.
클로비스 1세는 왕국 수립 후 갈리아를 침략하였다. 이전에 게르만족의 침략은 단순한 약탈이 위주였지만, 클로비스는 정복을 목표로 했다. 수아송 전투에서 로마 제국의 마지막 남은 세력을 분쇄하여 갈리아를 장악하게 된다. 이후 방향을 돌려 라인강 동쪽 지역을 침략하여 알레마니족(에스파냐어에서는 독일을 알레만이라고 부른다) 정복하던 중인 496년에 로마 가톨릭으로 개종한다. 이로써 기존에 정복했고, 지금은 후방 병참기지 역할을 해야 할 갈리아의 협조를 손쉽게 획득할 수 있게 되었다.
클로비스는 일련의 군사적인 승리를 통해 기존 로마 세력, 경쟁적인 게르만계 왕국, 중소 게르만 부족의 통합을 통해 갈리아의 패권을 장악하였다. 그러나 이후 메로베우스 왕조의 국왕들은 별 볼일이 없었다. 가장 문제가 된 것은 게르만족의 관습인 분할 상속이었다. 나중에 서프랑크와 동프랑크, 중프랑크로 갈리게 된 원인이 되기도 한 이 분할 상속 원칙은 자식들에게 재산을 똑같이 분할한다는 것이다. 문제는, 하나의 왕국을 개인의 재산 내지는 사유물 정도로 생각하여 똑같이 이 원칙을 적용한 결과, 왕국은 왕의 아들들과 그 아들들 사이에 계속 분열하게 되었다는 것이다. 이 와중에 국왕의 권력과 권위는 점점 떨어졌고, 모든 실권은 궁재대신이 차지하게 되는 상황이 되었다.
마침내 751년 궁재대신 피핀이 허수아비나 다름없는 메로베우스 왕조의 마지막 국왕 힐데리히 3세를 몰아내고 그 자신이 왕위에 오르면서 새로운 카롤링거 왕조를 세우게 된다(로마 제국처럼 국가는 그대로이고, 왕조만 교체된 것이다. 왕조 교체가 곧 국가의 교체였던 동양과 다른 점이다).

#### 궁재
왕으로서의 실권을 행사한 최후의 메로빙왕 다고베르트 1세(629년 - 639년)이후 왕권은 유명무실해지고, 분할된 프랑크 왕국의 각 지역에서 우세한 실력을 장악한 귀족 가문의 대표가 궁재(宮宰, Major domus, Mayor of Palace)로서 사실상 왕권을 대행했다.
이들 중 프랑크 왕국의 동북부 아우스트라시아의 궁재가문이 비약적으로 세력을 확장했다. 이 가문은 한 때 그 출신으로서 두드러진 인물이었던 메츠의 주교 아르눌프(Arnulf)의 이름에 따라, "아프눌핑거(Arnulfings)" (아르눌프의 집안이라는 뜻)로 불렸으나, 나중에 이 가문출신의 인물 중 가장 걸출한 카롤루스 마그누스(Carolus Magnus, 프랑스어- L., Charlemagne, 독일어-Karl der Große)의 이름에 따라 "카롤링거 가문"으로 불리게 되었다.
이 가문은 일찍이 아우스트리아(Austria)의 궁재직을 세습하였고, 게르만족의 방식대로 comitatus에 의거하여 자신만의 무장 세력을 보유했다. 나아가 헤리스탈의 피핀은 687년 네우스트리아지방을 군사적으로 제압하고, 부르군트를 포함하여 사실상 프랑크 왕국의 전권을 장악하게 되었다. 그 아들인 카를 마르텔 (프랑스어:Charles Martel, 독일어:Karl Martel, 714년 - 741년)은 732년 피레네산맥을 넘어 서유럽으로 쳐들어온 이슬람의 침입을 저지했다(투르 푸아티에 전투). 특히 그가 이슬람의 기병에 맞서 단행한 일련의 군제 개혁은 서유럽에서 기사 제도와 봉건 제도가 형성되는 과정에서 한 계기를 이루는 의미심장한 사건이었다.
카롤링거 가문의 성장에 결정적으로 중요한 것은 그들의 대교회정책이었다. 그들의 추종자들은 고위급 성직(주교 등)으로 보상받았으며, 카를 마르텔은 스스로가 로마 교황과 돈독한 관계를 유지하고 있었다. 이 점은 카를 마르텔의 아들 피핀 3세 이후 서유럽 역사에서 중요한 역할을 담당하게 되었다. 우선 그 첫 번째가 단신왕 피핀을 메로베우스 왕가의 유명무실한 왕 대신에 프랑크의 왕으로 추대하는 쿠데타를 승인한 일이다. 이로써 왕의 정통성은 "교회의 허가"(santification)에 근거를 두는 선례가 마련되었다.

#### 사회와 문화
메로베우스 왕조는 왕가의 골육상쟁으로 내부적으로 쇠약해졌다. 특히 말기에는 무능한 왕이 귀족의 세력을 제어하지 못하여 왕권은 유명무실한 지경에 이르렀다. 메로빙 가문의 왕권이 쇠퇴하는 데는 분할상속이 일정한 역할을 했다. 즉 국가는 왕, 또는 왕가의 사유재산이었다.
프랑크 왕국은 사실상 3개의 단위로 분열되어 있었는데, 그 하나는 파리시주변, 북서부 프랑스를 포괄하는 네우스트리아, 또 하나는 라인강 중·하류의 이동지방을 포함하여 게르만적 요소가 우세한 북동부 지역의 아우스트라시아, 끝으로 남동부의 부르고뉴였다.
실제로 왕권이 주민에 직접적으로 미치는 범위는 대단히 제한되었고, 각 지역에 실재하는 귀족의 세력이 강화되었으며, 국가권력(또는 정부)보다 교회가 주민의 생활에 보다 더 안정적인 질서를 제공하는 지경이었다. 서양 중세의 봉건 제도가 이미 정착되어가는 중이었다. 왕권이 다시 강력한 지위를 갖게 되기까지는 약 천년의 세월이 필요했다. 프랑스는 백년 전쟁 이후에 가능했다. 소위 말하는 절대주의 시대에 이르러서야 왕권이 귀족세력을 확실하게 누르고 절대적 지위를 차지하게 되는 것이다.
주민들의 생활 양식을 보면, 그렇지 않아도 로마 제국 말기에도 희박한 밀도로 존재했던 도시가 더욱 쇠퇴하여, 농촌적인 생활양식이 우세했다. 한편 노예를 구사하는 로마 제국의 대농장 체제가 소멸되고, 주민의 대다수는 농민이되 이들의 신분적 처지는 노예의 경우보다 다소 상승했다. 한편 게르만족이 이전에 누렸던 자유로운 신분적 지위 역시 상실하여 예속적인 농민의 신분으로 서서히 변모했다. 일부는 하급 기사 계급으로서 지배 세력으로 흡수되었다.
약한 왕권과 강력한 귀족 및 지방 지배 세력, 그리고 농노화는 서로마 제국 멸망 이후 서유럽의 혼란상을 반영하는 것이었다. 계속되는 게르만족의 이동과 그에 따른 약탈을 로마 제국이 지켜주지 못하자 지방 농민들이 유력한 집안에 땅과 자신들을 제공하고 보호를 위탁하면서 (또는 그 반대로 유력한 집안쪽에서 제안을 했던지) 상호 작용을 일으키며 점차 폐쇄적인 농촌 중심의 사회를 형성하게 되었다. 도시와 상공업은 쇠퇴하였다. 치안이 유지되지 않는 상태에서 마을과 마을 도시와 도시를 잇는 상업은 쇠퇴할 수밖에 없었다. 메로빙거 왕조 치하에서 이 문제는 완전히 해결되지 않았고, 실제로 도시와 상공업은 명맥을 유지하면서 조금씩 다시 발전하게 되기까지는 상당한 세월을 필요로 했다.
사회의 지배층인 귀족 역시 두 개의 계통에서 형성된 이질적인 구성을 취하고 있었다. 즉 일부의 고(古)게르만 귀족가문과 로마화된 갈리아의 귀족 가문 이 주요 성분이었다. 그 위에 소수의 왕족이 더욱 두드러진 지위를 차지한다. 이들에게는 나중의 귀족에게서 보이는 바와 같은 장자상속의 확고한 관습도 존재하지 않았었고, 남성의 우월한 지위도 확립되지 않았었다. 귀족의 지위는 여계(女係)를 통해서도 계승이 될 수 있었다. 가톨릭이 확고하게 자리를 잡으면서 점차 남성의 우월적 지위가 확고하게 자리잡게 되었다. 일정한 귀족 가문명도 정비되지 않았다. 더욱 흥미로운 것은 카롤링거 왕조 말까지, 중세 초기의 귀족들은 가문명(family name)이 없이 하나의 이름으로 불렸던 것이다(예: 카를(Karl), 외도(Odo), 우도(Udo) 등등. 귀족들이 일정한 가문명을 갖게 된 것은 11~12세기 이후의 경향이었다.).

### 카롤링거 왕조

#### 피핀
751년, 카를 마르텔의 지위를 계승한 피핀 3세는 메로빙거 왕조의 마지막 왕 힐데리히 3세를 폐위하고, 새로운 왕이 되었다. 이 쿠데타는 교황과 제휴하여 무혈로 이루어졌고, 폐위된 메로빙거 왕조의 마지막 왕은 수도원에 유폐되었다.
왕이 되고자 했던 피핀은 충분히 그럴 수 있는 권력을 가지고 있었으나 걸리는 문제가 있었다. 귀족의 신분으로 전(前) 왕을 몰아내고 왕이 되면, 다른 대귀족들이라고 해서 그러지 말란 법이 없었기 때문이다. 이것은 정통성이 없이 힘으로 권력을 장악한 집단에게 동서고금을 막론하고 공통된 것이다. 고려 무인정권 시대가 그러했으며, 로마 제국의 군인 황제 시대 (1년간 4명의 군인 황제가 등장했다가 사라졌고, 마지막으로 베스파시아누스 황제가 이런 상황을 정리했다.)에도 역시 마찬가지였다. 비록 교황과 제휴를 했다지만, 보다 자신의 지위를 확고히 해줄 뭔가가 필요했고, 이탈리아와 로마 가톨릭교회를 예의주시하였다.
이 당시 로마 가톨릭교회의 수장 교황 스테파노 2세는 동로마 제국과 성상숭배 문제로 갈등을 빚고 있었고, 군사적으로도 북쪽에서 롬바르드족의 위협을 받고 있었다. 피핀은 이 점에 주목했다. 마침 스테파노 2세가 롬바르드족과 동로마 제국으로부터 군사적 보호를 요청해오자 피핀은 자신이 프랑크인의 왕임을 인정해달라는 제의를 하였다. 로마 교황청의 입장에서야 상관없는 문제였므로 두 권력자의 이해는 합치될 수 있었다. 결국 751년, 피핀이 메로빙거 왕조의 마지막 국왕을 폐하자 스테파노 3세는 사절을 통해 수아송에서 머리에 기름을 부어(서유의식) 그가 국왕임을 선언하였고, 이어 754년에는 교황 자신이 직접 방문하여 생드니수도원에서 그의 두 아들들에게 역시 기름을 부었다. 이 의식은 성경에서 유래한 것이다. 이에 대한 보답으로 피핀은 롬바르드족을 격퇴하고, 중부 이탈리아의 일부를 교황청에 헌납하였다. 이것이 교황령의 시초이다.
이로써 새로운 카롤루스 왕조가 성립되었다. 그러나 교회와 야합을 통해 정권을 장악한 국왕은 영토를 기증한 대가로 주교직에 대한 임명권을 보유하게 되었다. 이것이 훗날 서임권 분쟁의 원인이 된다.

#### 카롤루스 대제
카롤루스 대제는 피핀의 아들이며, 계승자였다. 그는 중세의 전 시기, 그리고 그 이후에도 유럽의 탄생과 통합을 상징하는 인물이었다 (제2차 세계 대전후 유럽 통합 운동이 일었을 때 이 인물이 언급되기도 하였다). 그의 친구이며 비서였던 아인하르트(Einhard)의 전기(Vita Caroli)로 비교적 상세한 프로필이 전해지고 있다. 아인하르트는 그의 전기에서 카롤루스의 외관, 일상생활, 궁정생활을 묘사하고, 기독교 군주이자 학문을 애호하는 군주로서 면모를 드러내려고 애썼다. 이것은 아직도 카롤링거 왕조의 권력이 완전하지 않다는 점을 반증하는 것이다. 괴벨스가 그랬던 것처럼. 그의 이름이 여러가지로 불리는 것도 카롤링거 왕조까지는 독일과 프랑스의 공통 역사라는 점을 보여주는 점이다.
카롤루스 대제는 생애의 상당기간을 군사 원정으로 보냈다. 그의 치세 초기에 프랑크왕국은 오늘날의 프랑스, 벨기에, 네덜란드, 라인강 하류에서 중상류에 이르는 지역(라인강 서부)을 포괄했다. 이 지역의 동부외곽에는 작센족이 전혀 별개의 독립 세력으로 존재했었고, 남동부의 바이에른 지방은 느슨한 종속적 유대로 프랑크 왕국과 결합되어 있었다.

#### 왕국의 분열

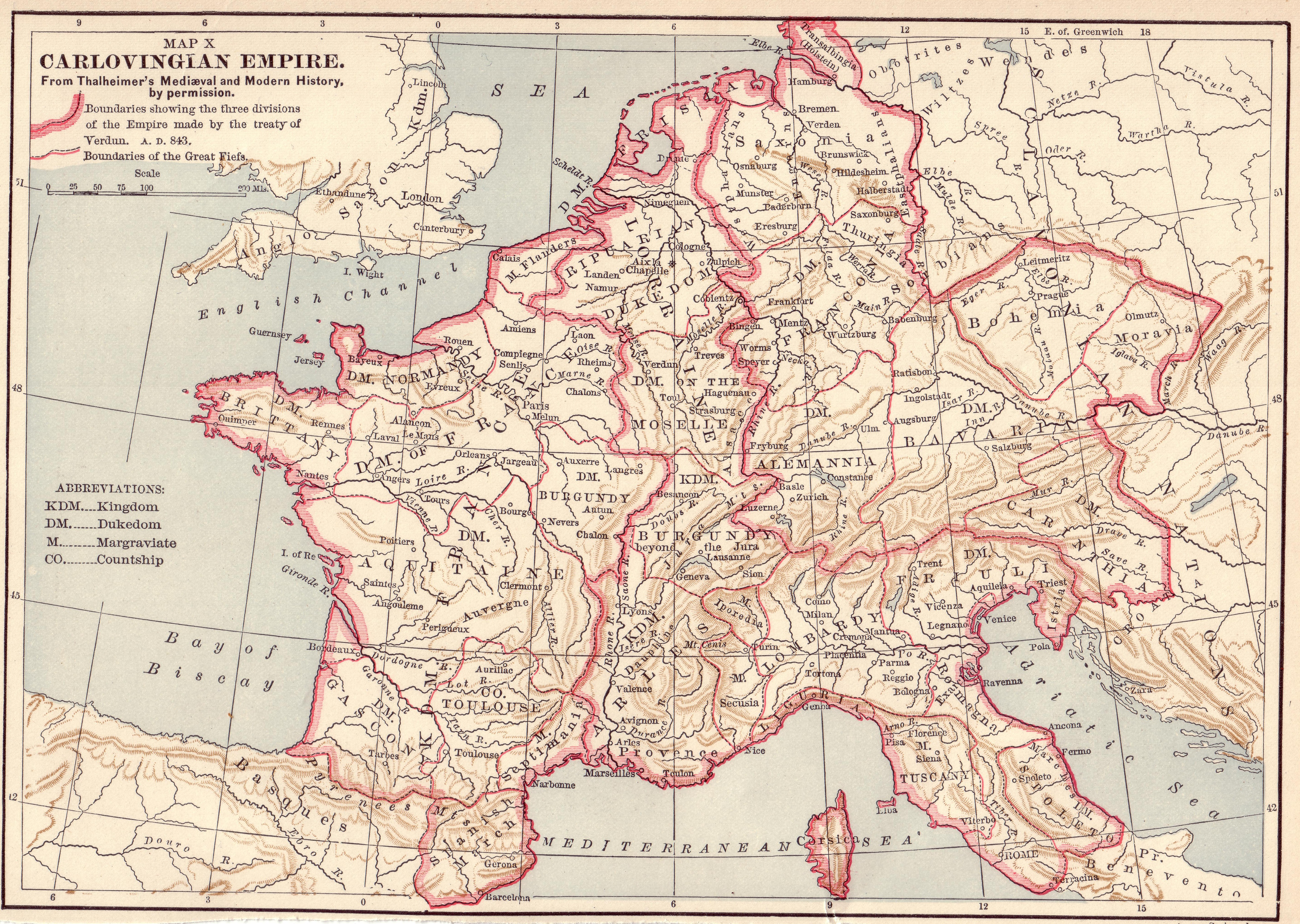
843년 베르됭 조약 이후 3개로 나뉜 프랑크 왕국.

843년, 베르됭 조약으로 카를 대제의 아들인 루트비히 경건왕의 세 아들이 카롤링거 제국을 세 왕국을 동 프랑크 왕국, 중 프랑크 왕국, 서프랑크 왕국으로 분할하였다. 이 조약으로 카를 대제가 세운 제국은 해체되기 시작했으며, 서유럽의 세 근대국가인 프랑스, 독일, 이탈리아의 모태가 탄생하였다.
870년, 루트비히 2세와 카를 2세는 메르센 조약을 체결하여 프랑크 왕국은 사실상 분리되었다.

## 같이 보기
- 교회의 대분열
- 봉건 제도
- 중프랑크 왕국
- 서프랑크 왕국
- 동프랑크 왕국
- 5세기의 정치적 국가 목록